# Islão na América do Sul
O total de população muçulmana nos países da América do Sul varia de país para país. As maiores populações muçulmanas estão em países não latinos, como o Suriname e a Guiana. Existem pequenas comunidades compostas por muçulmanos de ascendência africana, mas o maior número de muçulmanos são descendentes de imigrantes provenientes da Índia e da Indonésia, que vieram como missionários públicos.
No Brasil, segundo o censo de 2000, feito pelo IBGE são 27.239 seguidores da religião no país, mas recentemente, o número de brasileiros convertidos ao Islã cresceu 25% entre 2001 e 2011.[carece de fontes?]